# 台灣愛貓協會
台灣愛貓協會（英語：Taiwan Cat Lovers' Association）是台灣的一家動物保護組織，成立於2011年，總部位於台北市大安區。
協會每週定期舉行「寶貝貓貓咪送養會」，藉此幫流浪貓找家，這些貓大多是從收容所裡救援出來的。協會還長期進行「收容所喵喵救援計畫」以及「幼幼奶貓守護計畫」。在2011年至2017年8月內，愛貓協會便救援了一千七百二十隻貓咪。
協會發起人之一的柳丁表示，愛貓協會創立的契機最早是因為她養了貓，之後開始去收容所當志工，最後同一批志同道合的志工建立起愛貓協會。

## 外部連結
- 官方网站
- 台灣愛貓協會的Facebook專頁